# اچ‌تی‌سی
شرکت اچ‌تی‌سی (به انگلیسی: HTC Corporation) مخفف High Tech Computer Corporation سال ۱۹۹۷ در تایوان تأسیس شد و هم‌اکنون با بیش از پنج هزار کارمند در زمینه ساخت تلفن‌های همراه هوشمند فعالیت می‌کند. گوشی‌هایی که این شرکت تولید می‌کند دارای سیستم‌عامل اندروید هستند، و این شرکت سابقاً مدل‌های با سیستم عامل‌های ویندوز موبایل، ویندوز فون و برو موبایل (Brew Mobile) نیز تولید می‌کرد.
اچ‌تی‌سی به عنوان تولیدکننده اولین گوشی هوشمند مجهز به اندروید شناخته می‌شود، این گوشی بیشتر به نام‌های T-Mobile G1 یا HTC Dream شناخته می‌شود. این گوشی از صفحه نمایشگر ۳٫۲ اینچی TFT و پردازنده تک هسته‌ای MSM7201A کوالکام بهره می‌برد و به یک کیبورد فیزیکی کشویی نیز مجهز بود.
اچ‌تی‌سی در حال حاضر به اندازه گذشته فعال نیست و تعداد کمی کارمند دارد (حدود ۵۰۰۰ نفر) و تنها یک مدل گوشی هوشمند تولیدی دارد، و بیشتر بر روی واقعیت مجازی و… تمرکز دارد. اما در گذشته‌ای نه چندان دور، این شرکت نبردی سخت با ال‌جی، سونی و سامسونگ داشت که دوره‌ای طلایی محسوب می‌شد.

## تاریخچه
چر وانگ (王雪紅) و پیتر چو (周永明) اچ‌تی‌سی را در سال ۱۹۹۷ میلادی پایه‌گذاری کردند. در آغاز اچ‌تی‌سی به‌عنوان یک سازنده کامپیوترهای همراه (نوت‌بوک‌ها) به فعالیت پرداخت، در سال ۱۹۹۸ اچ‌تی‌سی یکی از نخستین دستگاه‌های بی‌سیم لمسی دستی قابل‌حمل را طراحی کرد. شرکت اچ‌تی‌سی به‌عنوان نخستین شرکت عرضه‌کننده دستگاهی با سیستم‌عامل موبایل شرکت مایکروسافت در ۲۰۰۲ شناخته می‌شود. این شرکت همچنین نخستین دستگاه با سیستم‌عامل مایکروسافت و پشتیبانی از نسل سوم مخابرات را در سال ۲۰۰۵ تولید کرد. اچ‌تی‌سی نخستین تلفن هوشمند مبتنی بر سیستم‌عامل اندروید خود را در سال ۲۰۰۸ عرضه کرد و تاکنون به ساخت مدل‌های گوناگونی از تلفن‌های هوشمند و تبلت‌ها بر پایه سیستم‌عامل‌های ویندوز موبایل، ویندوز فون و اندروید اقدام کرده‌است.
در سال ۲۰۱۰ اچ‌تی‌سی همانند سامسونگ درگیر دعوای حقوقی بر سر حق اختراع برخی فناوری‌ها با شرکت آمریکایی اپل شد. در نوامبر ۲۰۱۲ پس از چندین مورد دعوای حقوقی اپل و اچ‌تی‌سی سرانجام دوطرف توافق ده‌ساله‌ای امضا کردند و به این منازعات حقوقی پایان دادند.
اچ‌تی‌سی از سال ۲۰۱۲ و شروع قدرت و پیشرفت اندروید با نسخه ۴، وارد رقابتی سخت با دیگر تولیدکنندگان گوشی‌های اندرویدی، از جمله ال‌جی، سامسونگ، سونی و هواوی شد. در آن زمان اچ‌تی‌سی با کیفیت‌ترین گوشی‌های دنیا را می‌ساخت که در بین مدل‌های مختلف به عنوان زیباترین و خوش دست‌ترین مدل‌ها شناخته می‌شدند. کمپانی اچ‌تی‌سی مدل‌های پرچمدار خود را به عنوان اچ‌تی‌سی وان(HTC One) به بازار جهانی عرضه می‌کرد. همچنین اچ‌تی‌سی مدل‌هایی با سیستم عامل ویندوزفون نیز عرضه کرد. همچنین اچ‌تی‌سی به واسطه کیفیت محصولات و رابط کاربری خوب محصولات اندرویدی‌اش به عنوان یکی از مورد اعتمادترین برندها نیز شناخته می‌شد.
اما پس از گذشت سال‌ها اچ‌تی‌سی شروع به افول کرد و همچون ال‌جی و سونی، از صحنه رقابت در بالاترین سطح کنار رفت و سهم خود از بازار را به برندهای پرتعداد چینی واگذار کرد.
در ژانویه ۲۰۱۸ شرکت گوگل بخش تولید موبایل شرکت اچ تی سی را به قیمت ۱/۱ میلیارد دلار خرید. هدف گوگل از این کار، احتمالاً دسترسی یافتن به پتنت‌ها و طرح‌های مفهومی اچ‌تی‌سی بوده‌است. طبق این معامله بیش از ۲ هزار مهندس HTC به گوگل منتقل شدند البته این افراد همچنان در تایوان به فعالیت خود ادامه می‌دهند.
پیتر چو (Peter Chou)، هم‌بنیان‌گذار و مدیرعامل سابق اچ‌تی‌سی می‌باشد.

## محصولات و برندها
اچ‌تی‌سی در ابتدا تنها طراح و تولیدکنندهٔ اصلی محصولات محسوب می‌شد و محصولات خود را تحت‌نام اپراتورهایی مثل تی-موبایل عرضه می‌کرد. کمپانی تمام تمرکز خود را در عرضه محصولات قراردادی با اپراتورهای تلفن‌همراه قرار داده بود. امروزه اچ‌تی‌سی محصولات خود را تحت برند خود یعنی اچ‌تی‌سی عرضه می‌کند. اچ‌تی‌سی در سال ۲۰۱۱ به‌عنوان ۹۸اُمین برند برتر در بهترین نامهای اینتر برند شناخته شد.
اچ‌تی‌سی سابقاً یکی از بزرگترین تولیدکنندگان گوشی هوشمند در جهان شناخته می‌شد و بیشتر تولیدات این شرکت را مدل‌های مختلف گوشی‌های این شرکت تشکیل می‌دادند، اما با کنار رفتن این شرکت از صحنه رقابت، این شرکت درحال حاضر تنها یک مدل گوشی هوشمند تولید و عرضه می‌کند. تولیدات دیگر این شرکت درحال حاضر، شامل چندین مدل هدفون، چند محصول مرتبط به فناوری 5G و همچنین محصولات واقعیت مجاز می‌شود.